# فيليشيا بيرسون
فيليشيا بيرسون (بالإنجليزية: Felicia Pearson)‏ هي كاتِبة وممثلة أمريكية، ولدت في 18 مايو 1980 ببالتيمور في الولايات المتحدة.

## وصلات خارجية
- فيليشيا بيرسون على موقع IMDb (الإنجليزية)
- فيليشيا بيرسون على موقع ألو سيني (الفرنسية)
- فيليشيا بيرسون على موقع قاعدة بيانات الفيلم (الإنجليزية)
- فيليشيا بيرسون على موقع كينوبويسك (الروسية)